# Exochus xanthopus
Exochus xanthopus är en stekelart som beskrevs av Cameron 1902. Exochus xanthopus ingår i släktet Exochus och familjen brokparasitsteklar. Inga underarter finns listade i Catalogue of Life.